# Економіка промисловості (журнал)
«Економіка промисловості» — науково-практичний журнал, заснований у 1998 році Інститутом економіки промисловості НАН України. Свідоцтво про державну реєстрацію КВ № 23249-13089ПР від 22.03.2018 р. Журнал внесено до Переліку наукових фахових видань України (категорія Б) (відповідно до наказу Міністерства освіти і науки України від 15.10.2019 р. № 1301). Видання має міжнародний ISSN 1562-109X.

## Тематична спрямованість журналу
Представлені в журналі матеріали направлені на інформування наукової спільноти, фахівців, представників місцевих та державних органів влади, всіх зацікавлених науковими дослідженнями осіб про напрямки розвитку сучасної економічної науки. Вони спрямовані на визначення проблем економічної та промислової політики й шляхів їх розв’язання, що базуються на глибокому науковому аналізі теорії і практики України й провідних зарубіжних країн та на основі ґрунтовних економіко-математичних розрахунків. Публікація матеріалів у журналі становить за мету сприяння реалізації оригінальних результатів досліджень в економіці Україні.
У журналі висвітлюється широкий спектр теоретичних і прикладних проблем економіки з такої тематики:
Макроекономічні та регіональні проблеми розвитку промисловості:
– макроекономічні аспекти розвитку промисловості;
– регіональні аспекти розвитку промисловості, територіально-виробничі та науково-технічні комплекси, промислові кластери;
– ринкові відносини у промисловості, інституціональні трансформації, проблеми приватизації, власності, підприємництва;
– інвестиційні та інноваційні процеси у промисловості.
Проблеми стратегії розвитку та фінансово-економічного регулювання промисловості:
– промислова політика та галузеві аспекти розвитку промисловості;
– бюджетно-податкове та грошово-кредитне регулювання розвитку промисловості, ціни та платежі у промисловості;
– економічні проблеми сталого розвитку промисловості, раціонального природокористування, екологічної безпеки промислових міст і промислових центрів;
– моделювання розвитку промисловості, проблеми інформатизації та сучасні інформаційні технології.
Проблеми економіки промислових підприємств і виробничих комплексів:
– організація управління, планування та регулювання промисловості;
– проблеми капіталізації підприємств й інтегрованих структур промисловості;
– економіка промислових підприємств, організація виробництва й управління науково-технічним прогресом;
– резерви підвищення ефективності діяльності промислових підприємств і виробничих комплексів.
Соціально-економічні проблеми розвитку промисловості:
– управління соціально-економічним розвитком промисловості та промислових регіонів;
– трудові ресурси промислових підприємств і регіонів;
– соціально-трудові відносини у промисловості, соціальний захист працюючих, соціальне партнерство, соціологічні дослідження у промисловості та промислових регіонах;
– управління охороною праці у промисловості, проблеми безпечної життєдіяльності.
Періодичність виходу журналу: 4 раза на рік.
Журнал «Економіка промисловості» індексується українською загальнодержавною реферативною базою даних «Україніка наукова» і представлений у Науковій електронній бібліотеці періодичних видань НАН України. Видання розміщено у світовій електронній бібліотеці наукової періодики EBSCO Publishing.  Журнал внесено до світового каталогу наукових періодичних видань Ulrich's Periodicals Directory.  Журнал внесено до переліку журналів міжнародного індексу наукового цитування Index Copernicus (Польща). Видання індексується вільно доступною системою Google Scholar. З 2013 р. науково-практичний журнал «Економіка промисловості» індексується у міжнародних наукометричних базах: DRJI (Directory of Research Journals Index), ERIH PLUS (European Reference Index for the Humanities and the Social Sciences) та Research Bible (Токіо, Японія).

## Засновники
Національна академія наук України, Інститут економіки промисловості НАН України.

## Редакційна колегія
АМОША О.І.; (головний редактор, акад. НАН України. Інститут економіки промисловості НАН України), ВИШНЕВСЬКИЙ О.С. (заст. головного редактора, д.е.н., ст. досл. Інститут економіки промисловості НАН України), ПОКОТИЛЕНКО Р.В. (заст. головного редактора, відповідальний редактор, к.е.н. Інститут економіки промисловості НАН України), ДАСІВ А.Ф. (секретар редакційної колегії, к.е.н. Інститут економіки промисловості НАН України), АНТОНЮК В.П. (д.е.н., проф. Інститут економіки промисловості НАН України), БРЮХОВЕЦЬКА Н.Ю. (д.е.н., проф. Інститут економіки промисловості НАН України), БУЛЄЄВ І.П. (д.е.н., проф. Інститут економіки промисловості НАН України), КРАВЧЕНКО О.О. (д.е.н., проф. Державний університет інфраструктури і технологій), MИХНЕНКО В. (к.е.н. Оксфордський університет, Велика Британія), НОВІКОВА О.Ф. (д.е.н., проф. Інститут економіки промисловості НАН України), СМІРНОВ Р.Г. (PhD, проф. Університет Далхаузі, Канада), СОЛДАК М.О. (к.е.н. Інститут економіки промисловості НАН України), ХАРАЗІШВІЛІ Ю.М. (д.е.н. Інститут економіки промисловості НАН України), ЧЕРЕВАТСЬКИЙ Д.Ю. (д.е.н. Інститут економіки промисловості НАН України).
Науково-редакційна рада: ЗАЛОЗНОВА Ю.С. (голова науково-редакційної ради, чл.-кор. НАН України. Інститут економіки промисловості НАН України), ВОЛЬЧИН І.А. (д.т.н., проф. Інститут теплоенергетичних технологій НАН України), ГЕЄЦЬ В.М. (акад. НАН України. Інститут економіки та прогнозування НАН України), КВІЛІНСЬКІ А. (д.е.н. Лондонська академія науки i бізнесу, Велика Британія), ЛІБАНОВА Е.М. (акад. НАН України. Інститут демографії та соціальних досліджень ім. М.В. Птухи НАН України).

## Адреса редакції
вул. М. Капніст, 2,
Київ, Україна, 03057.